# Rydwany bojowe

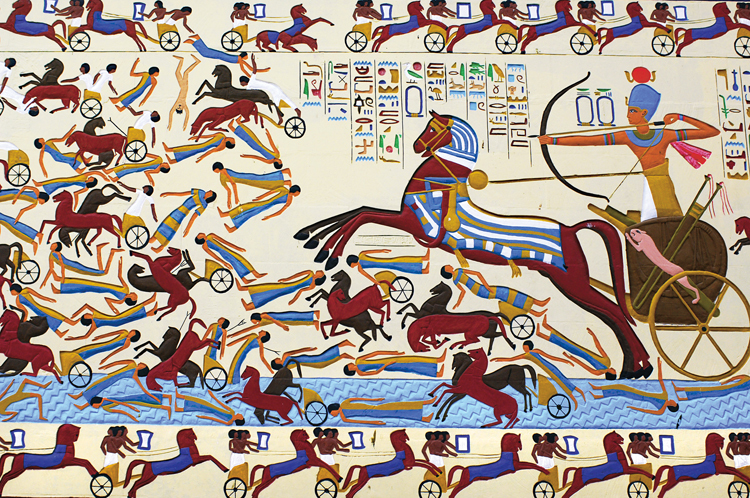
Faraon Ahmes gromiący Hyksosów

Rydwany bojowe – powieść historyczna polskiego pisarza Bogusława Sujkowskiego z dziejów starożytnego Egiptu.
Akcja utworu toczy się w XVI w. p.n.e., za czasów wojowniczych Hyksosów, którzy opanowali Egipt. Treść stanowią emocjonujące przygody rozgrywające się na tle walki i wysiłków Egipcjan zmierzających do pozbycia się najeźdźców. Tytułowe rydwany to najgroźniejsza broń ciemięzców, która zapewnia im przewagę i pozwala trzymać w uległości Egipcjan. Oparta swobodnie na skąpych danych historycznych fabuła interesująco przedstawia dojście do władzy faraona Ahmesa (Amazisa, Jahmesa) i narodziny sławnej XVIII dynastii.
Powieść dostępna w zaledwie jednym wydaniu ("Czytelnik", Warszawa 1962).